# Livre terrier

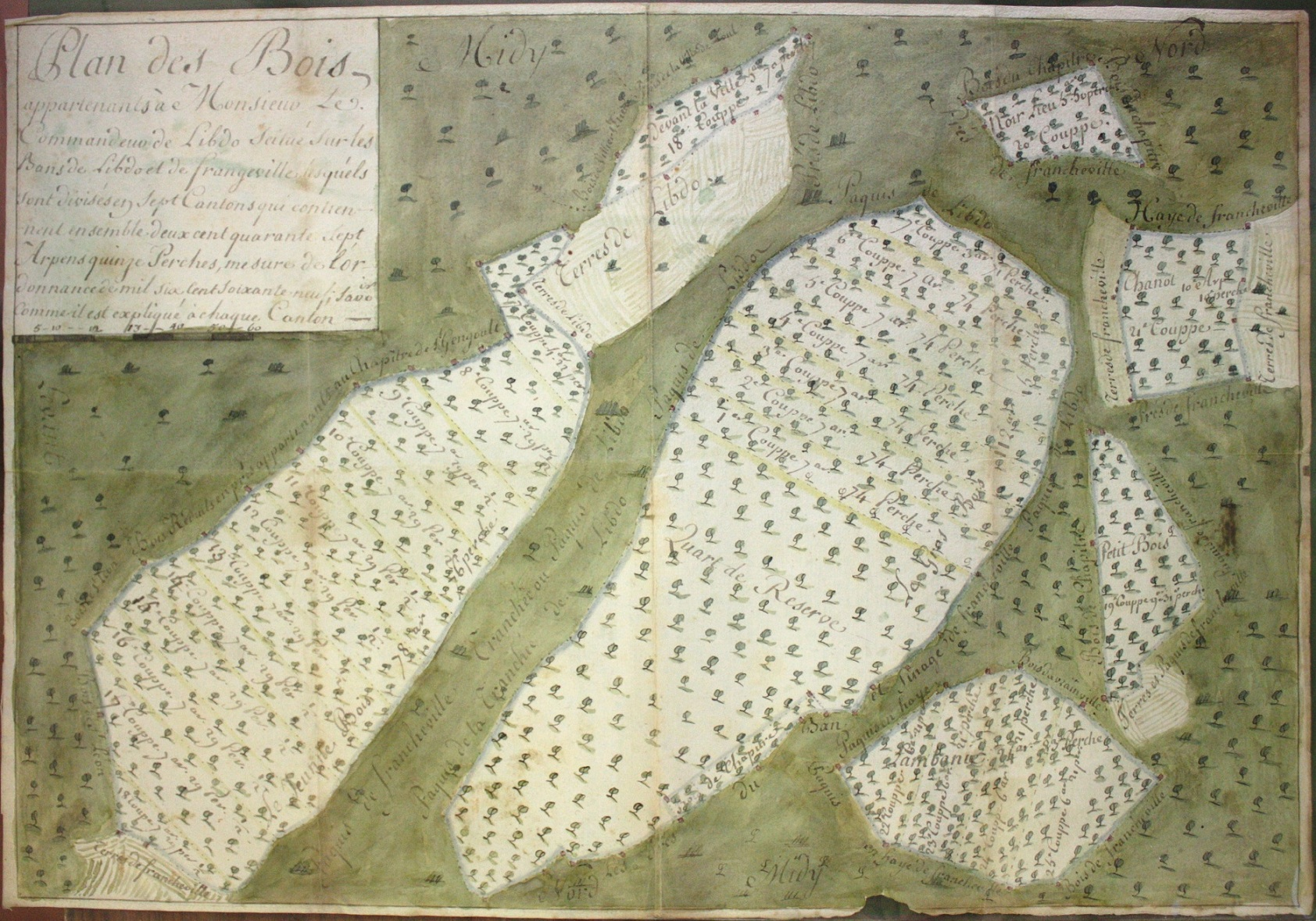
Terrier della commenda di Libdo

Un livre terrier, o semplicemente un terrier (in francese), era un registro contenente le leggi e gli usi di una signoria feudale, la descrizione dei beni immobili, i diritti e le condizioni degli abitanti, le tasse e le imposte (gli obblighi fiscali) a cui essi erano sottoposti.
A partire dal XV secolo, il terrier si impose come uno degli strumenti dell'amministrazione delle signorie feudali: l'evoluzione della registrazione delle pubbliche scritture segnala la volontà dei signori di perfezionare e migliorare la gestione delle loro terre.
I terrier erano in qualche modo gli "eredi" lontani dei "polittici" carolingi e dei contratti di censo dei secoli XI e XII. Per fare l'inventario dei censi, i signori dovevano ottenere l'adesione e la partecipazione attiva degli affittuari, che dichiarassero, davanti al notaio scelto dal signore del feudo, la quantità e la natura delle imposte alle quali erano soggetti e la descrizione delle terre su cui si trovavano. Per obbligare i custodi affittuari, naturalmente riluttanti, ad effettuare questa specie di censimento, i signori facevano appello alla pubblica autorità, reale o principesca, che rilasciava loro delle "lettres à terrier" (o lettere patenti) approfittando per ricavare da questa concessione una nuova fonte di reddito e un mezzo per far riconoscere la loro autorità in materia di giustizia. I signori ebbero così l'opportunità di utilizzare la giustizia principesca o reale per costringere i loro affittuari recalcitranti.
Il livre terrier è un insieme di atti, o riconoscimenti, sottoscritti davanti ad un notaio dagli affittuari del signore del feudo in un dato momento. 
Per "la reconnaissance" (i riconoscimenti), il conduttore in affitto o usufruttuario riconosce di detenere in servitù dal feudatario la o le particelle possedute a titolo precario e di dovere allo stesso signorotto questo "censuo" o tali servigi per ogni anno, come pure il "lods o milods" in caso di mutazioni del possesso.
La "reconnaissance" comporta l'identificazione della parcella, per la sua natura (terra, prato, bosco, vite, fienile, abitazione, ecc), per la sua estensione, (a Lione si citavano: bicherées, hommées, fessorées, ecc.), dalla sua situazione (parrocchia, villaggio - località, strada, ecc.) e i suoi confini per i quali sono anche resi natura del titolo e possessori. 
Questi sono i dettagli che dovrebbero rendere il riconoscimento ideale.
Nel 1678, un regolamento di Jean-Baptiste Colbert decide l'invio di un esemplare alla Chambre des comptes locale, la seconda copia conservata dal proprietario.
Una decisione del Consiglio di Stato del 21 agosto 1691 crea a Parigi un deposito destinato a riunire una copia di tutti i "terrier" del Regno. La gestione del deposito fu disastrosa; si è bruciato nel 1737.
La distruzione con il fuoco di migliaia di "terrier" nell'estate del 1789 e negli anni 1790-1792 ha sorpreso e sconcertato i contemporanei dell'evento. 
Infatti, il contenuto dei cahiers de doléances non rimetteva in discussione l'esistenza dei "Livre terrier", ma essi sono diventati la questione che contrappone la reazione feudale degli anni che precedono la Rivoluzione francese che vedono il rinnovarsi di molti dei "terrier", chiedendo i feudatari di procedere con il ripristino dei diritti signoriali dimenticati.
A partire da luglio 1789 nascono una serie di « guerres contre les châteaux » (lett. guerre contro i castelli (dei Signorotti feudali)) alimentate da una legislazione ostile. 
Esse colpiscono particolarmente i "terrier" e le "carte" che legittimano il regime dei Signori.
La notte del 4 agosto 1789, l'Assemblea nazionale proclama "distruggere completamente il regime feudale", ma si distingue tra i diritti feudali, di cui alcuni sono dichiarati indennizzabili: sono precisamente quelli registrati nei "Livre terrier". 
In questa situazione confusa che provoca disordini, il legislatore decide infine, il 17 luglio 1793, per l'eliminazione di ogni traccia del feudalesimo. 
I "terrier" depositati in copia prima del 10 agosto dovrà essere bruciato in presenza del Consiglio generale della Commune di Parigi. Dopo le proteste dei proprietari (soprattutto in Borgogna), l'applicazione della legge potrà essere sospesa fino alla costituzione di un catasto.
Prima dell'esistenza del catasto creato da Napoleone I nel 1807, le sole planimetrie registrate che permettono di conoscere le proprietà sono pertanto le planimetrie dei "Livre terrier". 
È superfluo sottolineare l'interesse che rivestono tali documenti, da tanto sono particolareggiati.